# Elimaea bakeri
Elimaea bakeri är en insektsart som beskrevs av Morgan Hebard 1922. Elimaea bakeri ingår i släktet Elimaea och familjen vårtbitare. Inga underarter finns listade i Catalogue of Life.